# UN 신장 인권 사무소 보고
OHCHR 중화인민공화국 신장 위구르 자치구 인권 문제 평가 보고서는 유엔 인권최고대표사무소(OHCHR)가 2022년 8월 31일 발표한 보고서로, 중국 내 위구르족 및 기타 주로 무슬림 집단의 처우에 관한 것이다. 보고서는 "법과 정책에 따라 위구르족 및 기타 주로 무슬림 집단 구성원에 대한 자의적이고 차별적인 구금의 정도는 개별적으로나 집단적으로 향유하는 기본권의 제한 및 박탈의 맥락에서, 국제 범죄, 특히 인도에 반한 죄를 구성할 수 있다"고 결론지었다. 인권 최고대표 미첼 바첼레트는 퇴임을 앞두고 이 보고서를 발표했다.

## 배경
2014년 이래 시진핑 중국공산당 중앙위원회 총서기의 행정부 하의 중국 정부는 신장 지역에서 약 100만 명 이상의 튀르크족 무슬림을 아무런 법적 절차 없이 수용소에 구금하는 정책을 추진해 왔다. 이는 제2차 세계 대전 이후 가장 대규모의 소수민족 및 종교 소수자 구금 사례이다. 전문가들은 2017년 이후 약 16,000개의 모스크가 파괴되거나 손상되었고, 수십만 명의 어린이가 부모로부터 강제로 분리되어 기숙학교로 보내졌다고 추정한다.
공개된 보고서에 따르면 중국 정부 정책에는 국가 후원 수용소에 위구르족을 자의적으로 구금하고, 무자유 노동, 위구르족 종교 활동 탄압, 정치적 인독트리네이션, 심각한 학대, 강제 불임수술, 강제 피임, 그리고 강제 낙태가 포함된다. 중국 정부 통계에 따르면 2015년부터 2018년까지 주로 위구르족 지역인 호탄시와 카슈가르시의 출생률이 60% 이상 감소했다. 같은 기간 동안 전국 출생률은 9.69% 감소했다. 중국 당국은 2018년 신장의 출생률이 거의 3분의 1 감소했음을 인정했지만, 강제 불임수술 및 집단학살에 대한 보고는 부인했다. 신장의 출생률은 2019년에 24% 더 감소했으며, 이는 전국적인 4.2% 감소와 비교된다.
중국 정부는 신장에서 인권 침해를 저지른 적이 없다고 부인한다. 국제적인 반응은 다양했다. 일부 유엔 회원국은 유엔 인권 이사회에 중국의 정책을 비난하는 성명을 발표했지만, 다른 국가들은 중국의 정책을 지지했다. 2020년 12월, 국제형사재판소에 제기된 사건은 주장된 범죄가 "규정의 당사국이 아닌 중국 영토 내 중국 국적자에 의해서만 저질러진" 것으로 보이기 때문에 기각되었고, 이는 ICC가 이들을 조사할 수 없음을 의미했다. 미국은 2021년 1월 19일 인권 침해를 집단학살로 선언했다. 이후 여러 국가의 입법부는 중국의 행위를 집단학살로 규정하는 비구속적 동의안을 통과시켰는데, 여기에는 캐나다 하원, 네덜란드 의회, 영국 하원, 리투아니아 세이마스, 그리고 프랑스 국회가 포함된다. 뉴질랜드, 벨기에, 그리고 체코와 같은 다른 의회들은 중국 정부의 위구르족 처우를 "심각한 인권 침해" 또는 인도에 반한 죄로 비난했다.
이러한 학대 보고서와 이에 대한 국제적 반응에 비추어, 유엔 인권최고대표사무소는 이 지역의 학대 보고서를 조사하려고 했다. 유엔 위원회가 100만 명 이상의 무슬림이 자의적으로 구금되었다는 추정치가 신뢰할 만한 주장이라는 조사 결과를 발표한 지 거의 4년 후인 2022년 8월 31일에 OHCHR 중화인민공화국 신장 위구르 자치구 인권 문제 평가 보고서가 발표되었다.

## 보고서 내용

### 조사 방법
이 보고서는 OHCHR이 문서화한 증거를 철저히 검토하여 유엔이 작성했다. 보고서 작성 시 여러 형태의 증거가 고려되었는데, 여기에는 학대가 공개적으로 보고될 당시 신장에 거주했던 수십 명과의 인터뷰가 포함된다. 또한 보고서는 중국 정부가 보고된 학대와 동시에 공개적으로 밝힌 내용에 분석 초점을 맞췄는데, 여기에는 당시 공표된 중국 정부 문서와 법률이 포함된다. 2022년 5월, OHCHR 최고대표 미첼 바첼레트는 신장을 방문했다. 방문 전에 그녀는 신장 및 중국 전반의 인권 상황에 대해 우려하는 여러 NGO 대표들과 대화했다. 지역 도착 후, 그녀는 수많은 정부 관리, 학자, 시민 사회 지도자들과 이야기했다. 그러나 중국의 반대로 인해 OHCHR은 중화인민공화국 국경 내에서 보다 철저한 현장 조사를 수행할 수 없었다.

### 조사 결과
보고서의 조사 결과는 신장에서 대규모 학대가 발생했으며, 이는 주로 소수민족 지역의 학대에 대한 학술 연구 및 공개 보고서를 뒷받침한다. 보고서는 신장의 위구르족 및 기타 튀르크계 무슬림에 대한 인권 침해가 심각하고 광범위하다고 결론지었다.

#### 자의적 구금
보고서에서 OHCHR은 중국 정부가 신장 수용소에 위구르족 및 기타 튀르크계 무슬림을 대량으로 자의적으로 구금했다는 보고가 신뢰할 만하며, 중국 국가의 행위가 자유 박탈에 해당하고 차별적인 방식으로 이루어졌다고 명시했다. 신장에 구금되었던 전 수감자들은 의자에 묶인 채 구타를 당했고 워터보딩과 유사한 고문을 받았다고 진술했으며, 보고서는 수용소 내 고문의 신뢰할 만한 증거가 있다고 언급했다. 보고서는 이러한 학대가 광범위한 인권 침해를 구성하며 인도에 반한 죄 수준에 달할 수 있다고 지적했다.

#### 강제 노동
보고서는 중국 정부가 직업 훈련이라고 지칭하는 노동 계획이 차별을 구성한다는 사실을 발견했다. 중국이 빈곤 완화 계획이라고 설명하는 노동 계획이 위구르족 및 기타 소수민족의 강제 노동을 포함했는지 여부에 대해, 보고서는 이러한 계획이 실제로 노동자 강제를 포함했다는 증거가 있다고 밝혔다.

#### 성폭력 및 불임수술
OHCHR은 신장 수용소 내 위구르족 및 기타 튀르크계 무슬림을 대상으로 한 성폭력 보고가 신뢰할 만하다고 설명했다. 유엔과 인터뷰한 여성들은 교도관에게 구강 강간을 당하고 대중 앞에서 강제로 성기 검사를 받았다고 진술했다. 보고서는 또한 신장에서 수행된 자궁 내 장치 삽입 및 불임수술 건수가 "비정상적으로 급증"했음을 지적하며, 중국 정부가 신장 위구르족의 출생률을 급격히 낮추기 위해 강압적인 수단을 사용했다고 밝혔다.

### 권고 사항
보고서에는 정부 행위자, 유엔, 그리고 광범위한 국제 사회를 위한 권고 조치 사항이 포함되어 있다. 중국 정부에 대한 권고 사항 중에는 시민적 및 정치적 권리에 관한 국제규약, 강제 실종으로부터 모든 사람을 보호하기 위한 국제 협약, 그리고 고문 방지 협약, 모든 형태의 인종 차별 철폐에 관한 국제 협약 및 여성 차별 철폐 협약의 선택 의정서 비준이 포함된다.
2024년 3월, 유엔 인권최고대표 폴커 튀르크는 중국에게 보고서의 권고 사항을 이행할 것을 촉구했다.

### 편집
폴리티코에 따르면, 보고서는 발표 며칠 전 "베이징 측의 일부 버전을 수용하기 위해" 편집되었으며, 한 외교관은 불임수술 관련 부분이 "마지막 몇 시간 동안 약화되었다"고 주장했다.

## 반응
중국 정부는 이 보고서가 "반중 세력이 조작한 허위 정보와 거짓말에 기반한 것"이라고 밝히며 131쪽 분량의 반박 보고서를 발행했다. 중국 외교부는 이 평가가 "무효하고 불법적"이라고 말했다. 정부는 외교 채널을 통해 유엔 인권최고대표 미첼 바첼레트에게 압력을 가했다. 북한, 베네수엘라, 쿠바는 유엔 최고대표에게 보고서를 발행하지 말라고 요청했다.
이 보고서는 일부 활동가들로부터 범죄를 집단학살이라고 부르지 않았다는 비판을 받았다. 중국 밖의 많은 위구르족은 이 보고서를 중국 내 위구르족의 고통에 대한 공식적인 인정으로 받아들였으며, 국제적인 캠페인에 힘을 더할 수 있기를 희망했다. 위구르 인권 프로젝트(Uyghur Human Rights Project) 사무총장 오메르 카나트(Omer Kanat)는 이 보고서를 "위구르족 위기에 대한 국제적 대응의 판도를 바꾸는 것"이라고 말하며, "중국 정부의 강력한 부인에도 불구하고, 유엔은 끔찍한 범죄가 발생하고 있음을 공식적으로 인정했다"고 덧붙였다.
미국 국무장관 앤터니 블링컨과 유엔 주재 미국 대사 린다 토머스그린필드는 모두 이 보고서를 환영했다. 유럽연합 외교안보 고위대표 주제프 보렐과 차기 단명한 영국 총리 리즈 트러스(외무장관 시절)도 이 보고서를 환영했다.
파키스탄 외교부는 신장의 사회경제적 발전, 조화, 평화, 안정을 위한 중국의 노력을 지지한다. 빌라왈 부토 자르다리 외교부 장관은 OHCHR의 보고서가 "맥락에서 벗어났다"고 비난했다.
사이먼 프레이저 대학교의 조교수 대런 바일러는 이 보고서를 "전 수감자와 그 가족들에게 중요한 정당성 부여이자, 수백 명의 연구자와 언론인의 작업이 유효하다는 확인"이라고 평했다. 바일러에 따르면, 이 보고서는 중국의 무슬림 소수자 학대에 악용되어 온 중국의 "테러 방지법"에 대한 설득력 있는 반박이다.

## 같이 보기
- 신장 분쟁
- 신장 수용소